# Pareuchiloglanis kamengensis
Pareuchiloglanis kamengensis és una espècie de peix de la família dels sisòrids i de l'ordre dels siluriformes.

## Distribució geogràfica
Es troba a Arunachal Pradesh (Índia) i al Tibet.